# Liolaemus pseudolemniscatus
Liolaemus pseudolemniscatus — вид ігуаноподібних ящірок родини Liolaemidae. Ендемік Чилі.

## Поширення і екологія
Liolaemus pseudolemniscatus мешкають в Центральному Чилі, в регіонах Кокімбо, Вальпараїсо і Сантьяго. Вони живуть в заростях чилійського маторралю. Зустрічаються на висоті від 25 до 2100 м над рівнем моря. Живляться безхребетними, відкладають яйця.